# 128341 Dalestanbridge
128341 Dalestanbridge è un asteroide della fascia principale. Scoperto nel 2004, presenta un'orbita caratterizzata da un semiasse maggiore pari a 1,8833874 UA e da un'eccentricità di 0,0543160, inclinata di 21,26098° rispetto all'eclittica.